# 혼다 S2000
혼다 S2000(Honda S2000)은 혼다에서 제조한 후륜구동 2인승 로드스터이다. 별칭으로는 S2(에스니) 혹은 S2K(에스즈케)로도 불린다.

## 1세대(AP1/AP2)

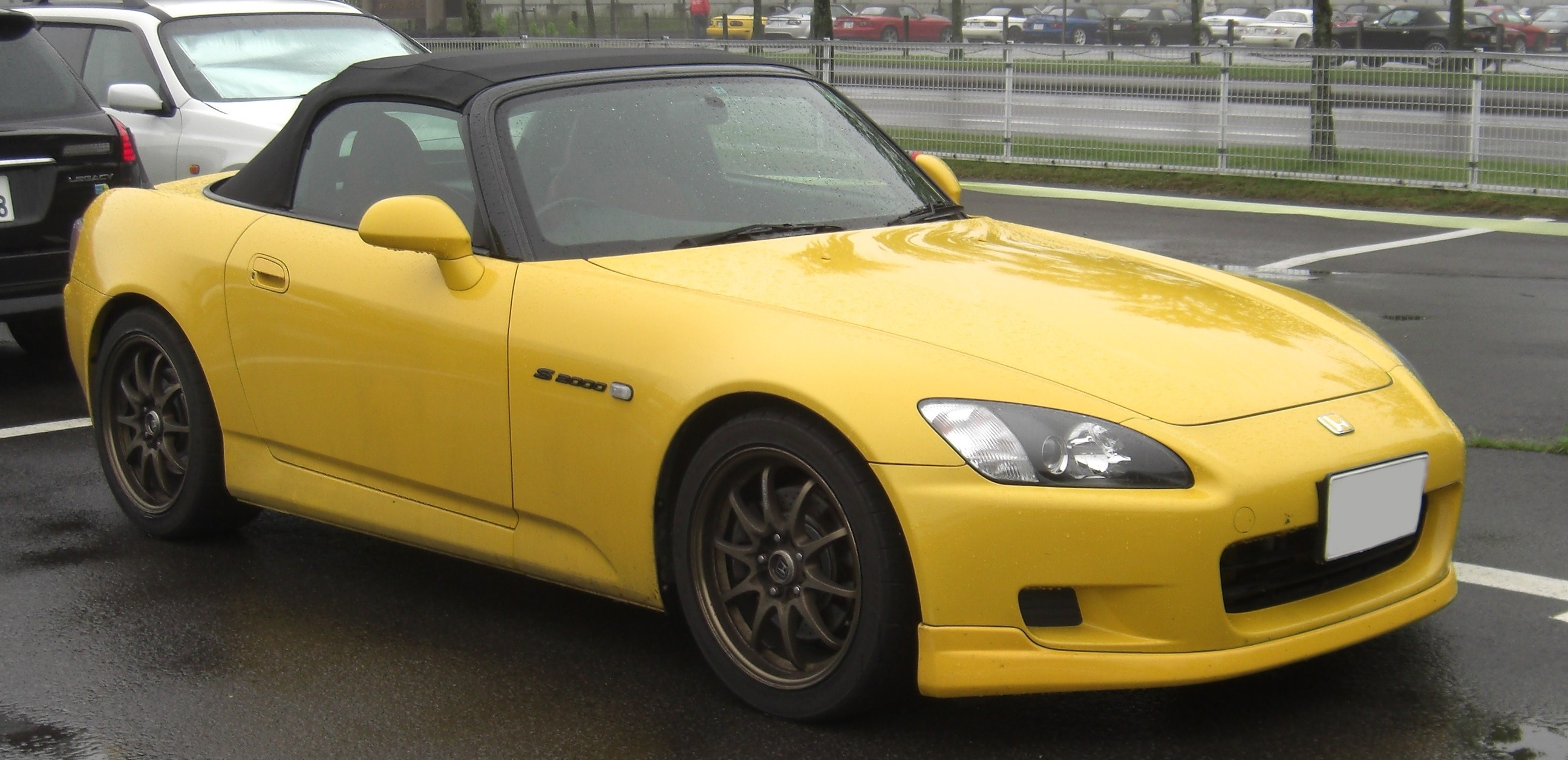
혼다 S2000(전기형) 정측면

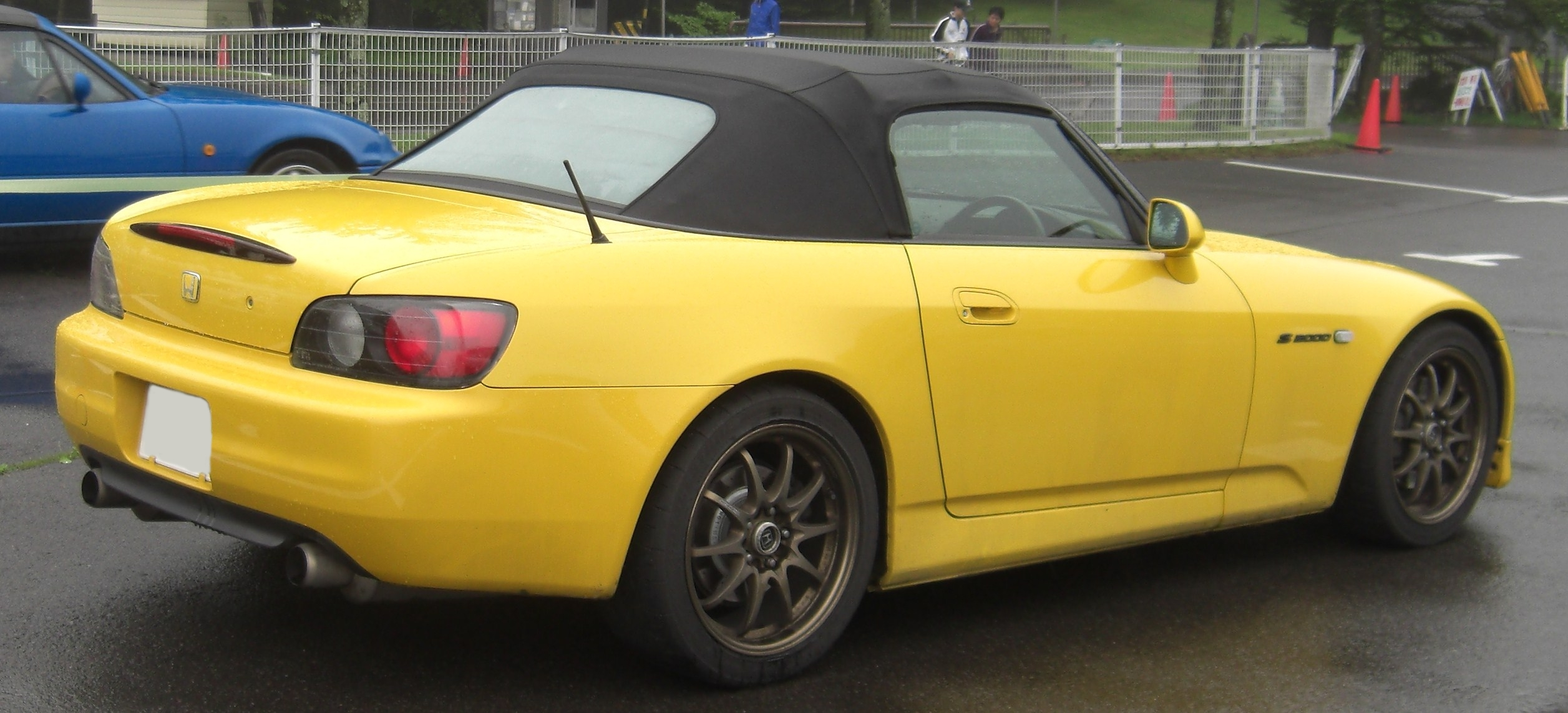
혼다 S2000(전기형) 후측면

1995년 도쿄 모터쇼에서 콘셉트 카인 SSM이 선보이면서 좋은 반응을 얻었고, 양산화에 착수하였다. 4년 후인 1999년 4월 15일에 출시되었으며, 혼다의 창립 50주년을 맞이하여 내놓은 차종이다. 초기에는 고회전형인 F20C 직렬 4기통 250마력 2.0리터 VTEC 자연흡기 가솔린 엔진을 사용하였고, 6단 수동변속기를 맞물렸다. 2000년 7월에는 VGS(가변 기어 비율 스티어링 휠) 시스템이 장착된 트림인 타입 V가 선보였으며, 서스펜션의 강도를 부드럽게 세팅하였다. 2001년에는 내·외장 색상이 바뀌었으며, 카펫이 직물로 바뀌었다. 2003년 10월에 부분 변경을 거쳐 범퍼 양쪽에 설치된 덕트가 중앙으로 이동하였고, 리어 램프가 벌브 타입에서 LED 타입으로 바뀌었다. 성능 면에서는 17인치 휠을 채용함체 강성을 강화하였다. 아울러 서스펜션을 다시 세팅하였으며, 변속기에 카본 싱크로나이저를 적용하여 변속감을 개선하였다. 2005년 11월에 차체 코드가 AP2로 바뀜과 동시에 엔진이 F22C 242마력 2.2L VTEC 가솔린 엔진으로 바뀌었으며, 저·중속 영역에서의 토크가 향상되었다. 스로틀 바디에 DBW를 적용하고 휠 디자인도 바뀌었다. 2006년에는 미국 판매 사양도 개선되어 일본 판매 사양에 없는 크루즈 컨트롤을 장착하였으며, 250km/h까지 설정하도록 되어 있다. 2007년 4월에 뉴욕 국제 오토쇼에서 CR 프로토 타입을 공개하였으며, 이 사양은 일본에서 타입 S라는 트림으로 발표되었다. 타입 S는 서킷이 아닌 일상의 와인딩 용도에 초점을 맞추었고, 공력 면에서 서스펜션을 다시 세팅하여 고속 안정성과 조종감을 향상시켰다. 그와 동시에 타입 V는 2008년을 끝으로 삭제되었다. 2009년 1월에 혼다는 S2000의 생산을 종료한다고 발표하였으나, 같은 해 8월까지 단종 발표 후 주문이 잇따라 추가로 생산한 후 후속 차종 없이 단종되었다.
만화 이니셜 D 4기에 이바라키 퍼플 섀도우의 신의 손이라 불리는 죠시마 토시야의 차량으로 알려져 있다.(파란색)
고회전형 자연흡기 엔진을 장착했기 때문에, 운전에 숙련되지 않은 사람들이 몰기에는 매우 까다로운 차종으로 알려져 있다. 또한 S2000은 혼다에서 매우 보기 드물었던 앞 엔진-후륜구동(FR) 형식의 승용차량이었으며, S2000이 단종된 후 혼다에서 나오는 FR 승용차는 없다.

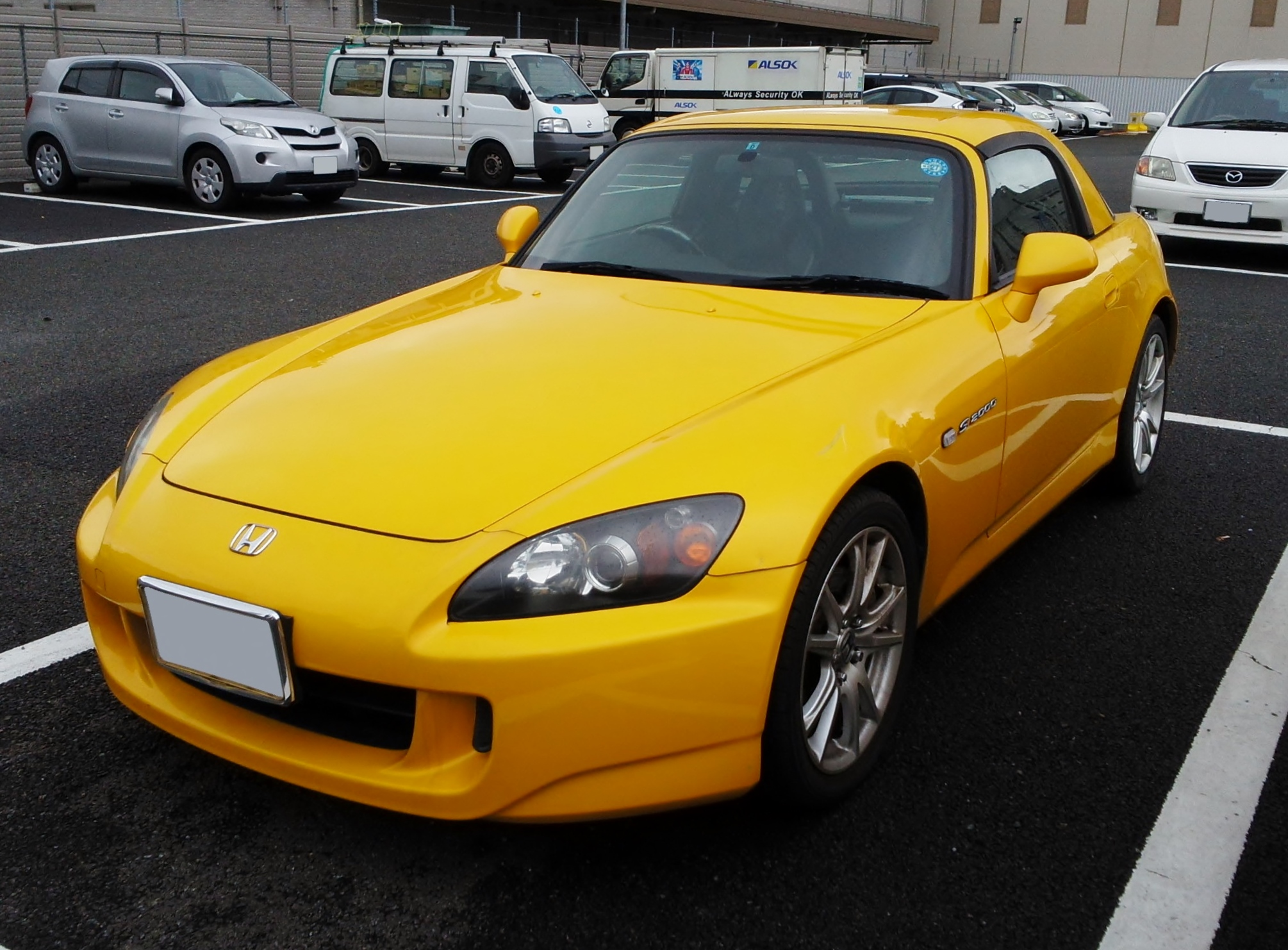
혼다 S2000(후기형) 정측면
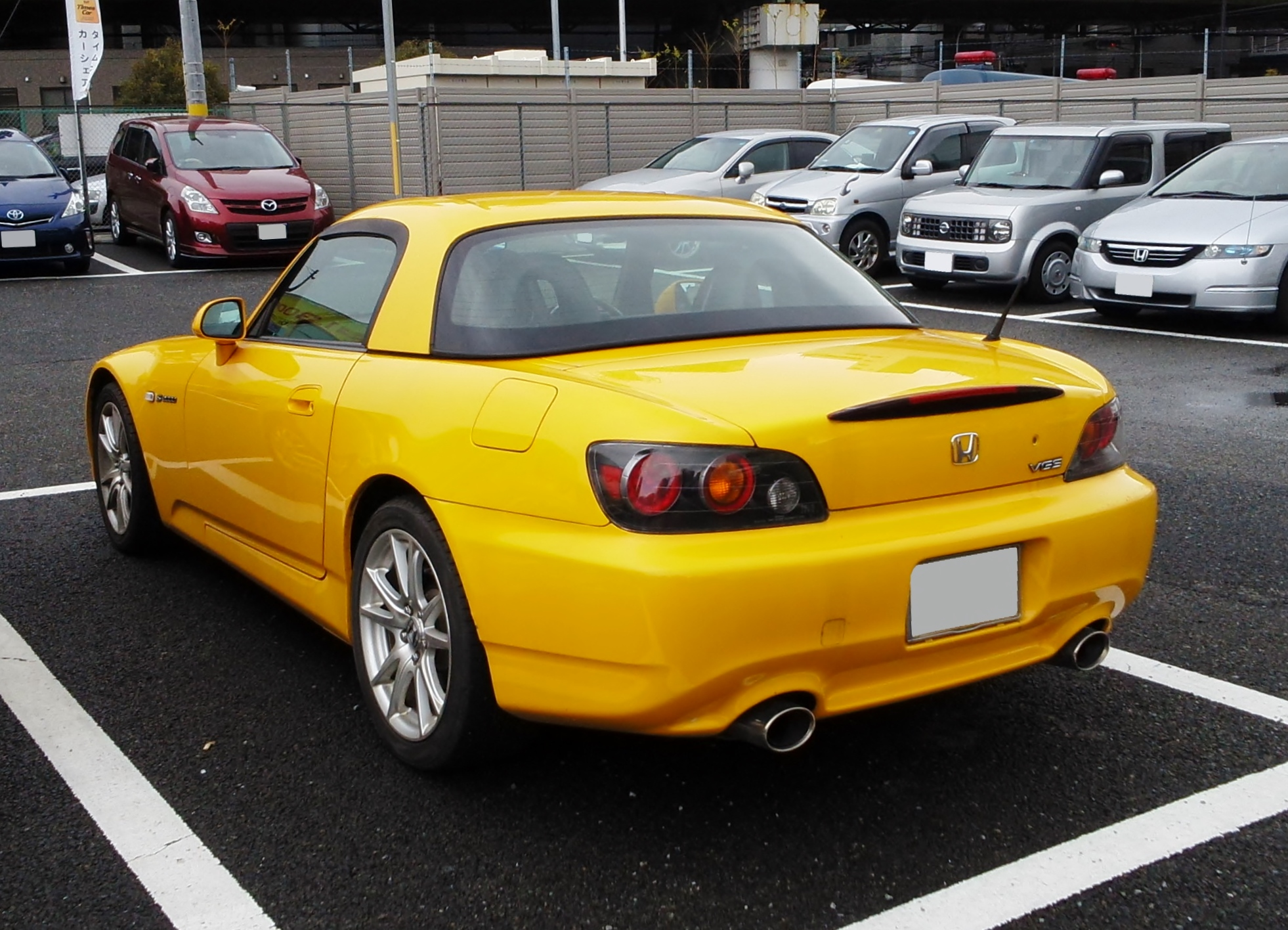
혼다 S2000(후기형) 후측면
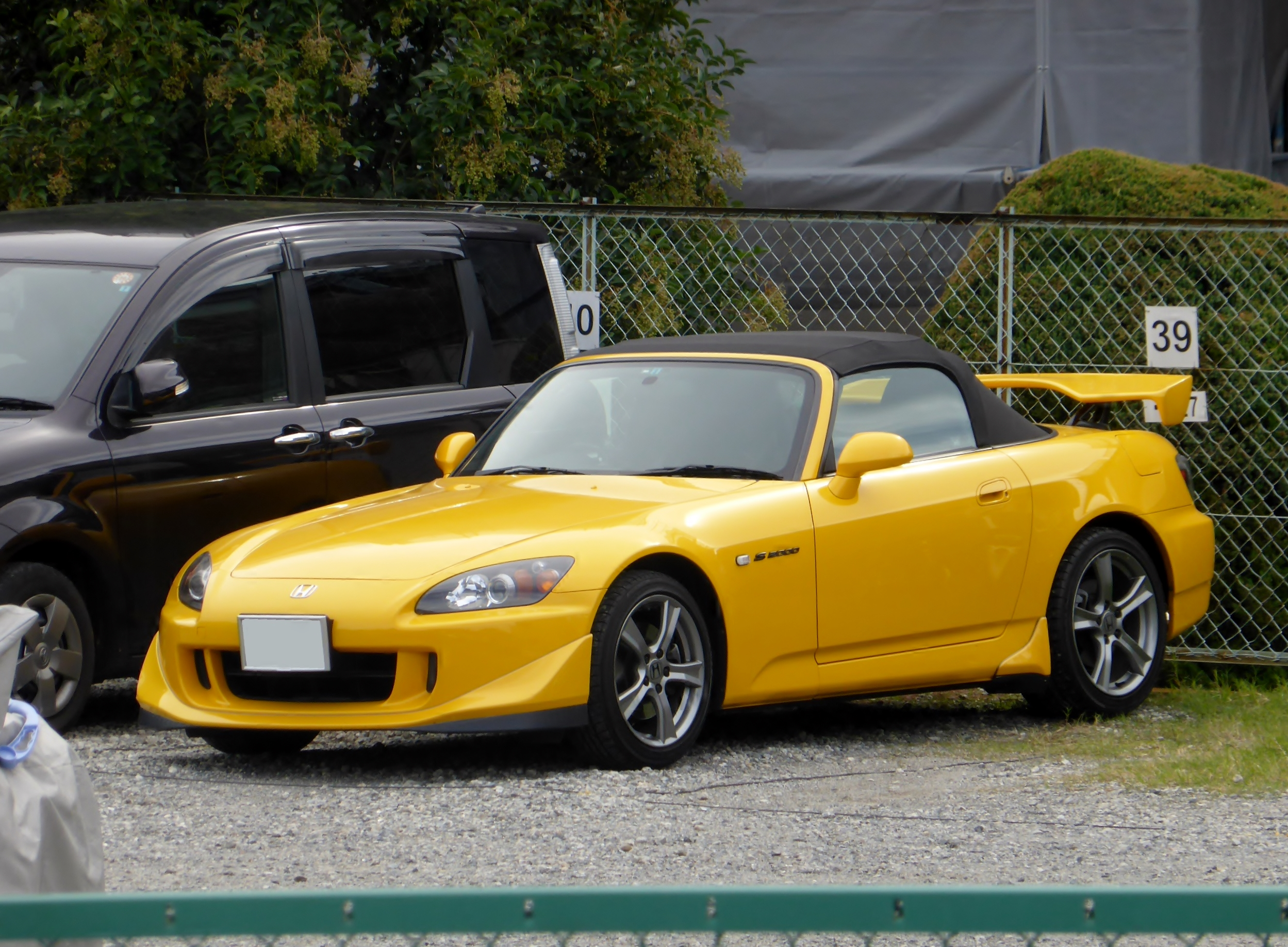
혼다 S2000 타입 S 정측면
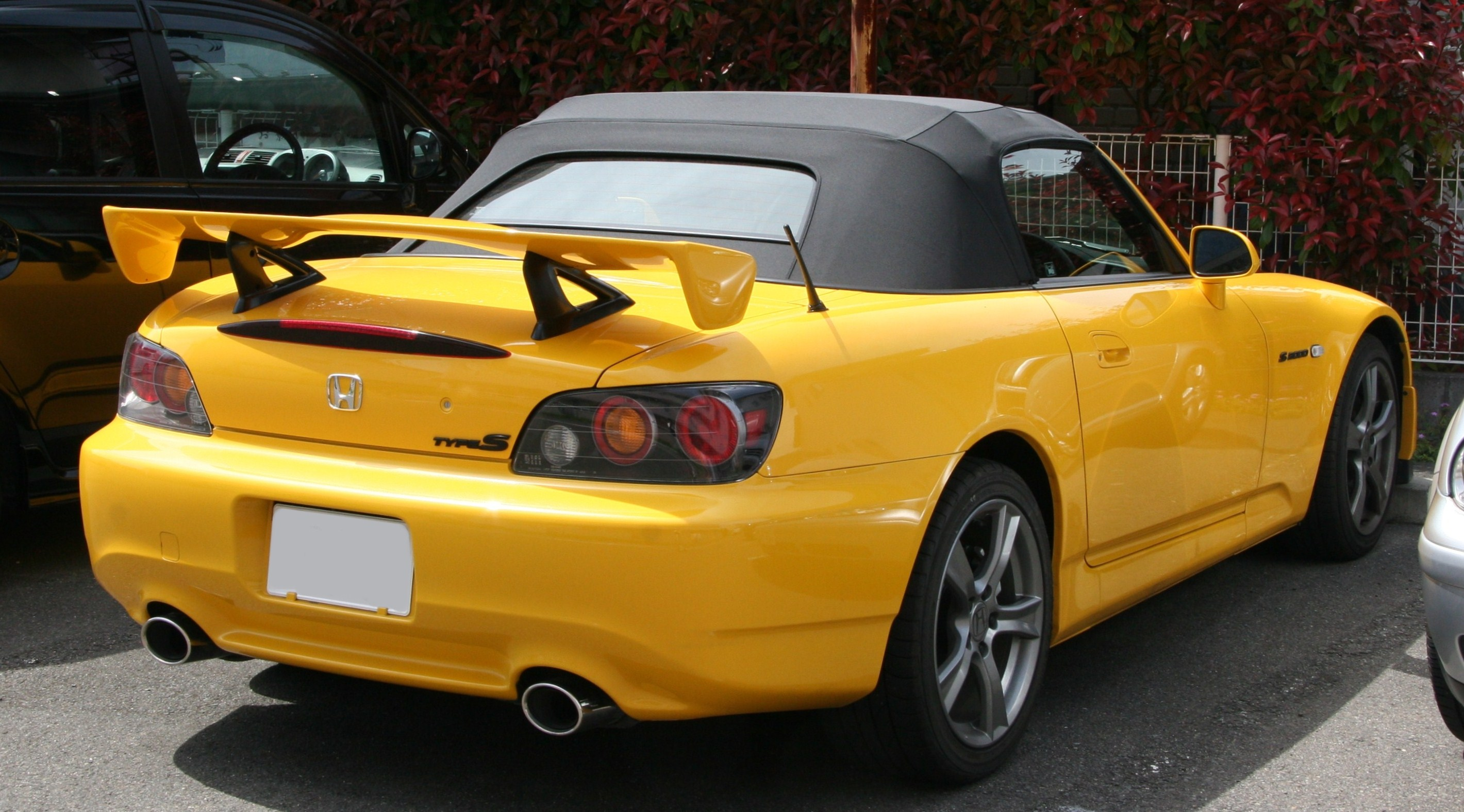
혼다 S2000 타입 S 후측면

### 제원
| 구분                 | 2.0L DOHC VTEC | 2.2L DOHC VTEC   |
| -------------------- | -------------- | ---------------- |
| 전장 (mm)            | 4,135          | 4,135            |
| 전폭 (mm)            | 1,750          | 1,750            |
| 전고 (mm)            | 1,285          | 1,285            |
| 축거 (mm)            | 2,400          | 2,400            |
| 차량 중량 (kg)       | 1,240~1,260    | 1,250~1,270      |
| 승차 정원            | 2명            | 2명              |
| 변속기               | 6단 수동       | 6단 수동         |
| 서스펜션 (전/후)     | 더블 위시본    | 더블 위시본      |
| 구동 형식            | 후륜구동       | 후륜구동         |
| 연료                 | 가솔린         | 가솔린           |
| 엔진 형식            | F20C           | F22C             |
| 배기량 (cc)          | 1,997          | 2,256            |
| 최고 출력 (ps/rpm)   | 250/8,300      | 242/7,800        |
| 최대 토크 (kg*m/rpm) | 22.2/7,500     | 22.5/6,500~7,500 |

## 미디어

### 영화
- 분노의 질주 시리즈

### 게임
- 아스팔트 8
- 이니셜 D

## 기타
레고 스피드 챔피언에서 하반기 제품으로 출시되었다. 사양은 영화 분노의 질주에 나온 모델이며, AP1 모델로 수키 피규어도 동봉되었다.